# Ampére
Ampére est une municipalité brésilienne située dans l'État du Paraná,,.
La ville d’Ampére se trouve dans le sud de l’état de Paraná, à environ 3h de route de la ville de Foz do Iguaçu et à une quarantaine de kilomètres de la frontière avec l’Argentine.
La ville d’Ampére est de formation très récente, avec sa création officielle datant de 1961. Sa formation est liée à la colonisation du sud de l’état du Paraná par des colons brésiliens.
L’origine du nom de la ville d’Ampére est avec certitude lié au nom de la rivière éponyme qui la traverse, comme c’est le cas pour de nombreuses autres petites villes de l’état du Paraná. La rivière Ampére, affluent de la rivière Capanema, était nommée originellement « Ampère » (avec l'accent grave, qui n'existe pas en portugais), en honneur d'André-Marie Ampère, comme l'attestent les cartes élaborées à la fin du XIXe siècle lors de la cartographie de cette zone du Brésil.
La Société des Amis d’André-Marie Ampère (SAAMA) a nommé la ville d’Ampére membre honoraire de la SAAMA lors de son Conseil d’Administration du 1er février 2023.